# دنیس موناستیرسکی
دنیس آناتولیویچ موناستیرسکی (اوکراینی: Денис Анатолійович Монастирський) (زاده ۱۲ ژوئن ۱۹۸۰-کشته‌شده ۱۸ ژانویه ۲۰۲۳)، یک وکیل و سیاستمدار اوکراینی بود که از ۱۶ ژوئیه ۲۰۲۱ تا زمان مرگش که در سانحه سقوط یک هلیکوپتر در ژانویه ۲۰۲۳ رخ داد، به عنوان وزیر امور داخلی اوکراین خدمت کرد. او از روز اول مبارزات انتخاباتی رئیس‌جمهور ولودیمیر زلنسکی بسیار نزدیک به او بود.

## زندگی‌نامه
موناستیرسکی در ۱۲ ژوئن ۱۹۸۰ در خملنیتسکیی دیده به جهان گشود. او فارغ‌التحصیل دانشکده حقوق دانشگاه مدیریت و حقوق خملنیتسکی بود. موناستیرسکی همچنین دانشجوی سابق مؤسسه دولتی و حقوقی کورتسکی در آکادمی ملی علوم اوکراین بودو دکترای حقوق داشت.

## کشته شدن
در ۱۸ ژانویه ۲۰۲۳، موناستیرسکی و معاونش، در اثر سقوط بالگرد کشته شدند.